# De mechanisering van het wereldbeeld
De mechanisering van het wereldbeeld is een boek uit 1950 van de Nederlandse wiskundige en historicus Eduard Jan Dijksterhuis. Voor deze uiteenzetting over de geschiedenis van de exacte wetenschappen vanaf de oudheid tot aan het ontstaan van de klassieke mechanica van Newton, werd Dijksterhuis in 1951 de P.C. Hooft-prijs toegekend. Het is tot standaardwerk van de wetenschapshistorie en klassieker op het gebied van de Nederlandse geschiedschrijving geworden. Het boek zelf is geïnspireerd op het werk van Anneliese Maier.
Dijksterhuis was wiskundige, en dat blijkt in zijn boek door een zekere nadruk op wiskunde, astronomie en natuurkunde. Er kan echter met recht worden betoogd dat in de ontwikkeling van die vakken het duidelijkst de "mechanisering" in de titel tot uitdrukking komt. Er vindt een geleidelijke "ontmystificering" plaats waarbij de dingen steeds minder "bezield" zijn en waarbij hun relaties en gedragingen steeds rationeler verklaard worden. Dijksterhuis toont hoe grote geesten als Galilei en Kepler nog met het verleden worstelden en zich nog niet helemaal aan dat magische verleden konden onttrekken. Voor een moderne (bèta-geschoolde) lezer is dat vaak moeilijk te begrijpen maar wel zeer interessant, en het werpt een nieuw licht op dingen die voor ons zo evident lijken.
Dijksterhuis geeft zeer veel voorbeelden, en schuwt niet om op de inhoud van de verschillende theorieën in te gaan met stukjes wiskunde en natuurkunde van middelbare-schoolniveau. Hierdoor blijft het boek niet steken in beweringen en biografieën maar geeft het de lezer een blik in de gedachtegang van grote denkers uit het verleden.